# Hot-Time dance
Hot-Time dance is een compositie van George Antheil. Het werk zou deel uit moeten maken van de “American Dance Suite”, waarvan echter verder niets is terug te vinden in het oeuvre van Antheil. Het is net als een van Antheils volgende werken Tom Sawyer een vlot klinkend werkje met een mengeling van klassieke muziek met pure countrymuziek. Dat alles is gebaseerd op een strak ritmisch schema, dat haast klinkt als een hint richting de minimal music van Philip Glass. De Boston Pops gaf de eerste uitvoering in 1949.

## Orkestratie
- 2 dwarsfluiten waarvan 1 ook piccolo, 2 hobo’s, 2 klarinetten waarvan 1 ook basklarinet, 2 fagotten
- 4 hoorns, 2 trompetten, 3 trombones, 1 tuba
- pauken, percussie, 1 harp, 1  piano,
- violen, altviolen, celli, contrabassen

## Discografie
- Uitgave CPO: Radio-Sinfonie-Orchester Frankfurt o.l.v. Hugh Wolff